# Deutscher Gemeindetag

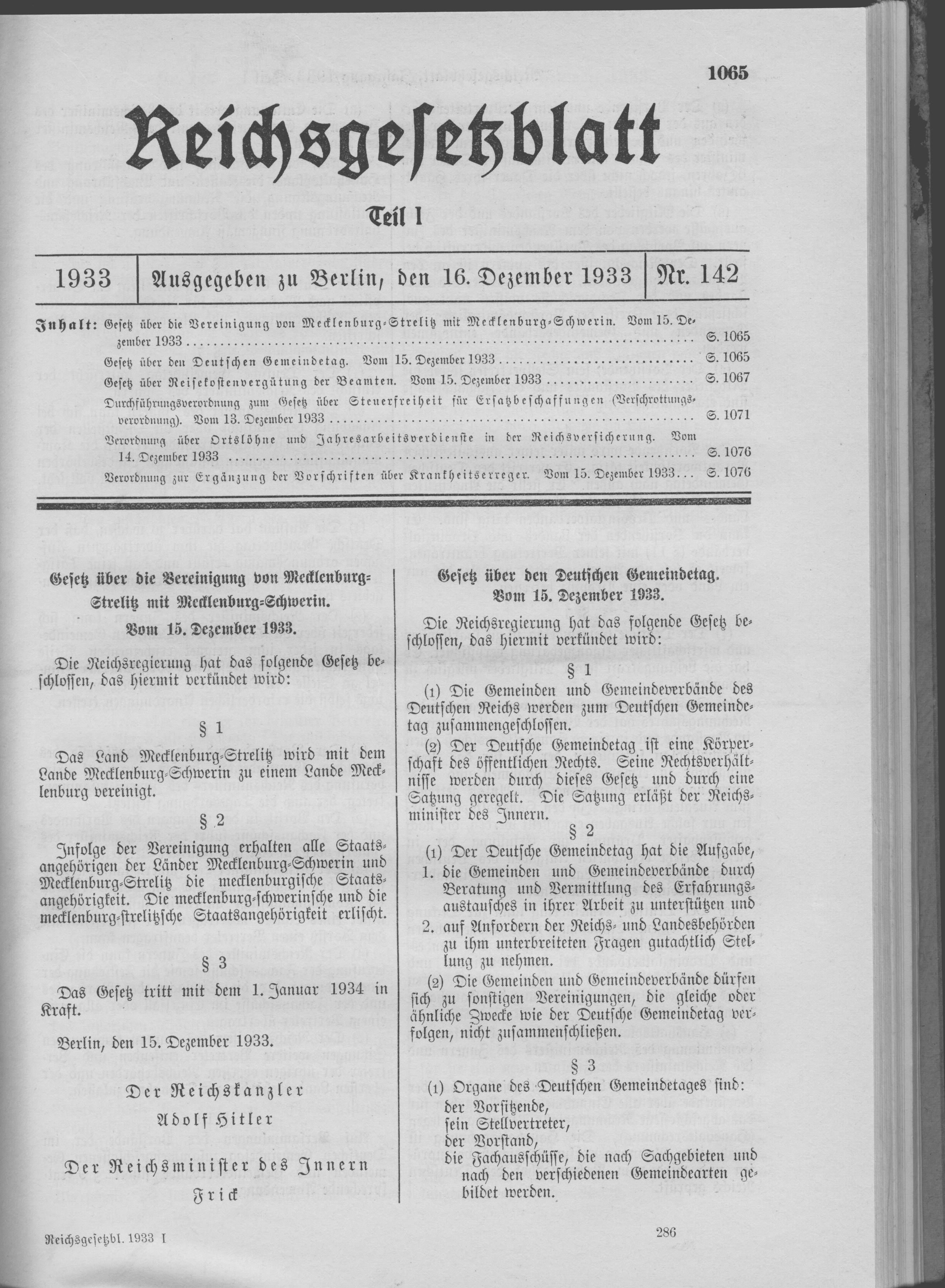
Gesetz über den Deutschen Gemeindetag vom 15. Dezember 1933

Der Deutsche Gemeindetag war während der Zeit des Nationalsozialismus die Spitzenorganisation der deutschen Gemeinden und Gemeindeverbände. Er entstand 1933 als Zwangsvereinigung der früheren Politischen Ebene der kommunalen Spitzenverbände (Deutscher Städtetag, Deutscher Landkreistag, Reichsstädtebund, Preußischer Landgemeindetag West, Deutscher Landgemeindetag und Verband der preußischen Provinzen). Er vermittelte den Austausch von Erfahrungen in der Gemeindeverwaltung und erstellte Gutachten zu Gesetzesvorhaben der Ministerien. Auf diese Weise stellte der Deutsche Gemeindetag eine wichtige Kommunikations- und Koordinationsplattform für die NS-Politik dar.
1950 benannte sich der 1947 als Nachfolger des Deutschen Landgemeindetags gegründete Deutsche Gemeindeverband in Deutscher Gemeindetag um. 1973 fusionierte dieser mit dem Deutschen Städtebund zum Deutschen Städte- und Gemeindebund.

## Der Deutsche Gemeindetag im Nationalsozialismus

### Gründung
Der Deutsche Gemeindetag wurde offiziell am 22. Mai 1933 mit der Einwilligung der Vorsitzenden und geschäftsführenden Präsidenten der bisherigen Spitzenverbände zur Überführung ihrer Organisationen in einen neuen Einheitsverband gegründet. Damit wurden die bisherigen kommunalen Verbände im Zuge der „Gleichschaltung“, in diesem Fall auf Druck von Robert Ley in seiner Funktion als Reichsorganisationsleiter der NSDAP und dem NSDAP-Reichsleiter Karl Fiehler im Einvernehmen mit Innenminister Wilhelm Frick, zwangsvereinigt. Nachdem der Deutsche Gemeindetag am 15. Dezember 1933 die Form einer Körperschaft des öffentlichen Rechts erhalten hatte, konnten alle deutschen Gemeinden zum Beitritt gezwungen werden. Der Aufsicht des Reichsinnenministeriums unterstellt, das den Vorsitzenden, die Mitglieder des Vorstands und die Fachausschüsse bestellte, und vom Hauptamt für Kommunalpolitik der NSDAP „betreut“, sollte der Deutsche Gemeindetag nach internen Überlegungen der NSDAP gegebenenfalls unpopuläre Maßnahmen des Regimes durch kommunalpolitische Initiativen umsetzen, ohne dass Reich oder Länder dafür die Verantwortung übernehmen müssten. Außerdem sollte sichergestellt werden, dass alle Gemeinden im nationalsozialistischen Sinne verwaltet würden. Zugleich bildete sich ein institutionalisiertes kommunalpolitisches Netzwerk, das den Initiativen einzelner Städte Nachdruck verleihen konnte.

### Gremien
Vorsitzender des Gemeindetages wurde am 14. Februar 1934 der Münchner Oberbürgermeister, Reichsleiter der NSDAP und Chef des Hauptamtes für Kommunalpolitik der NSDAP, Karl Fiehler. Als Stellvertreter fungierte zunächst der Steglitzer Bezirksbürgermeister Herbert Treff, dann der Oberbürgermeister von Halle (Saale) Johannes Weidemann. In Berlin wurde eine Zentrale mit beinahe 200 Beamten und Angestellten eingerichtet, die zumeist schon in den früheren Spitzenverbänden gearbeitet hatten. Geschäftsführer wurde Kurt Jeserich, sein Stellvertreter Ralf Zeitler. Bis Herbst 1933 wurden 23 Unterverbände in den deutschen Ländern und Provinzen eingerichtet, die überwiegend ehrenamtlich von aktiven Mitgliedern der NSDAP geleitet wurden. Später wurden die Unterverbände in 10 Landes- und 9 Provinzialdienststellen umgewandelt. Nach dem „Anschluss Österreichs“ 1938 entstand eine Außenstelle des Gemeindetags in Wien, die weitere sechs Dienststellen in der „Ostmark“ führte.
Die Geschäftsstelle des Gemeindetags selbst war neben der Zentralabteilung in sechs Fachabteilungen gegliedert, zu der während des Zweiten Weltkriegs noch zwei weitere für Reichsverteidigung und Ostgebiete hinzu kamen:
- I: Verfassung und Verwaltung und Ia: Beamten-, Angestellten- und Arbeiterfragen
- II: Finanzen und Steuern
- III: Wohlfahrtspflege, Gesundheitswesen und Sozialpolitik
- IV: Wirtschaft und Verkehr
- V: Schulwesen und Va: Kulturpflege
- VI: Grundstücks-, Bau- und Wohnungswesen
- Rv: Reichsverteidigung
- Z (Zentralabteilung): Allgemeine Verwaltung, Geschäftsführung
- Abteilung für die Ostgebiete

18 Fachausschüsse tagten regelmäßig. Regional organisierte Arbeitsgemeinschaften und Arbeitsausschüsse diskutierten aktuelle Fragen. Außerdem führte der Gemeindetag Umfragen durch, um Empfehlungen für vorbildliche Problemlösungen anbieten zu können. Damit beschäftigte sich der Gemeindetag prinzipiell mit allen politischen, sozialen und wirtschaftlichen Angelegenheiten des NS-Staates. Einzelne Städte konnten durch die Gremien und den Apparat des Gemeindetages Ideen präsentieren, diskutieren, modifizieren und koordinieren. Lokale Initiativen konnten auf diese Weise zentral durchgesetzt werden.

### Auflösung 1945
Der Deutsche Gemeindetag wurde durch das Kontrollratsgesetz Nr. 2 des Alliierten Kontrollrats vom 10. Oktober 1945 als ein Teil der Gliederungen der NSDAP angesehen und aufgelöst. Die Kommunalverbände gründeten sich anschließend zunächst in getrennter Form neu. Der Deutsche Städtetag erhielt das Berliner Grundstück und Verwaltungsgebäude des Gemeindetages zugesprochen. Zusammen mit dem Berliner Senat gründete man 1951 den „Verein zur Pflege kommunalwissenschaftlicher Aufgaben e. V.“ als Vermögensträger des Deutschen Gemeindetages, der das Dienstgebäude in der „Straße des 17. Juni“ übernahm.

### Dienstgebäude
Nach den Plänen Karl Elkarts und Walter Schlempps wurde 1938 auf der von Albert Speer geplanten Ost-West-Achse zwischen Brandenburger Tor und Charlottenburg mit dem Bau eines eigenen Verwaltungsgebäudes für den Gemeindetag begonnen. Der 1942 zunächst abgeschlossene und bezogene, aber im Krieg beschädigte Bau wurde nach 1945 wiederaufgebaut und 1954 in Ernst-Reuter-Haus umbenannt. Der Deutsche Gemeindetag hatte indessen infolge der Kriegseinwirkungen im August 1943 einen Teil seiner Verwaltungsstellen nach Wels in Österreich verlegt.

### Rolle des Gemeindetags während der nationalsozialistischen Herrschaft
Die Foren und Tagungen des Gemeindetags dienten der Abstimmung der Verwaltung in der alltäglichen Herrschaftspraxis auf regionaler und lokaler Ebene. Die Rolle des Gemeindetags im nationalsozialistischen Regime wird deshalb zunehmend neu bewertet. Ursprünglich hielt man dem Gemeindetag zugute, die Interessen der Kommunen gegen die Vorstellungen der NSDAP behauptet zu haben. Tatsächlich war der Gemeindetag Ziel scharfer Kritik aus dem „Hauptamt für Kommunalpolitik der NSDAP“ – ungeachtet dessen, dass Karl Fiehler beiden Organisationen vorstand. Ziel war die Ausschaltung des Gemeindetags, der als Überbleibsel der „Systemzeit“ diffamiert wurde.
Jüngere Forschungen haben dagegen die aktive Rolle der Gemeinden bei der Durchsetzung und Konzeption nationalsozialistischer Politik betont. „Der Gemeindetag“, so fasst es der Historiker Wolf Gruner zusammen, „vertrat eine sehr eigenständige politische Linie in der Judenverfolgung, die sich zu bestimmten Zeiten weit radikaler als die der NS-Führung gebärdete.“ Dem Deutschen Gemeindetag wird dabei entscheidende Steuerungs- und Mobilisierungsfunktion beigemessen. Er habe unbeschadet der polykratischen Herrschaftsstruktur des Nationalsozialismus nachhaltiges Verwaltungshandeln ermöglicht.